# 埃爾多安主義
埃爾多安主義是指土耳其總統雷傑普·塔伊普·埃爾多安的政治理想和議程，他於2003至2014年三度出任總理，直到2014年起三度當選總統至今。由於具有超凡魅力的權威支持，埃爾多安主義被描述為 “自凱末爾主義以來土耳其最強烈的現象”，並在全國範圍內得到廣泛支持。埃尔多安主义意識形態根於土耳其保守主义，帶有宗教保守色彩。最主要的政治支持者是埃尔多安于2001年成立的政黨，即长期執政的正義與發展黨。

## 概觀
埃爾多安主義的關鍵理想包括宗教激勵強而有力的集中領導，主要基於選舉同意，而不是權力分立和製度製衡。批評者經常將埃爾多安的政治觀點稱為專制和獨立的獨裁統治。埃爾多安主義以選舉為中心的觀點經常被外國領導人描述為一種不自由的民主，如匈牙利總理奧班·維克多。
埃爾多安主義也受到建立“新土耳其”的渴望的強烈影響，它背離了土耳其共和國的政教分離原則，廢除了與埃爾多安的願景不一致的關鍵的憲法理想，例如世俗主義。埃爾多安主義的支持者經常呼籲復興奧斯曼帝國文化和傳統價值觀，並批評土耳其共和國創始人穆斯塔法·凱末爾·阿塔圖克發起的親西方社會改革和現代化。基層對埃爾多安主義的支持主要源於埃爾多安周圍人格崇拜的發展，以及魅力權威的主導。作為土耳其保守價值觀的代理人，埃爾多安的角色表現為土耳其總統選舉曷的突出競選口號，如“人民的人”。

## 歷史
埃爾多安主義一詞首次出現，是在埃爾多安於2011年大選勝利之後不久，其主要被描述為正義與發展黨自由經濟和保守民主理想與對埃爾多安的人格崇拜。該術語的使用與在全球舞台上對埃爾多安的更多認可相結合，主要是由於他基於新奧斯曼主義的積極主動外交政策。

## 核心價值
美國《外交政策》將埃爾多安主義描述為：建立在埃爾多安的個人崇拜，新奧斯曼主義外交政策、伊斯蘭主義，懷疑西方對中東的政治干預，拒絕凱末爾主義，以及限制民主進程和選舉。這些都是埃爾多安主義的關鍵屬性。

## 與伊斯蘭主義的衝突
儘管伊斯蘭教是埃爾多安主義的元素，但圍繞埃爾多安的廣泛的人格崇拜一直受伊斯蘭主義者的批評，他們認為追隨者的奉獻不應該是對領導者，而是對真主和伊斯蘭教義。因此，埃爾多安的首要支配地位進一步推動伊斯蘭主義者的批評，他們聲稱埃爾多安主義不是基於伊斯蘭主義，而是使用宗教言論來維持公眾支持的威權主義。